# Aristida purpurascens
Aristida purpurascens là một loài thực vật có hoa trong họ Hòa thảo. Loài này được Poir. mô tả khoa học đầu tiên năm 1810.